# Juniperus henryana
Juniperus henryana là một loài thực vật hạt trần trong họ Cupressaceae. Loài này được R.Br.ter mô tả khoa học đầu tiên năm 1873.